# Liste der Stolpersteine in Lichtenau (Sachsen)
Die Liste der Stolpersteine in Lichtenau (Sachsen) enthält sämtliche Stolpersteine, die im Rahmen des gleichnamigen Kunst-Projektes von Gunter Demnig in Lichtenau verlegt wurden.

## Hintergrund
Mit diesen Gedenksteinen soll Opfern des Nationalsozialismus gedacht werden, die in Lichtenau (Sachsen) lebten und wirkten. Am 9. November 2021 wurde am Eingang zur Oberschule Lichtenau sechs Stolpersteine verlegt.

## Liste der Stolpersteine in Lichtenau (Sachsen)
Zusammengefasste Adressen zeigen an, dass mehrere Stolpersteine an einem Ort verlegt wurden. Die Tabelle ist teilweise sortierbar; die Grundsortierung erfolgt alphabetisch nach der Adresse. Die Spalte Person, Inschrift wird nach dem Namen der Person alphabetisch sortiert.
| Stolperstein | Standort                | Verlegedatum | Inschrift | Name, Leben\|            |
| ------------ | ----------------------- | ------------ | --- | ------------------------ |
|              | Bahnhofstraße 11 (Lage) | 9. Nov. 2021 | In Lichtenau- Auerswalde wohnten | Kopfstein für die Gruppe |
|              | Bahnhofstraße 11 (Lage) | 9. Nov. 2021 | Max Katz Jg. 1864 Flucht 1941 Belgien USA                                                                                             | Max Katz                 |
|              | Bahnhofstraße 11 (Lage) | 9. Nov. 2021 | Moritz Selmann Jg. 1887 Polizeigefängnis Chemnitz 1937 / 1942 1940 Zwangsarbeit Deportiert 1945 Theresienstadt Befreit                | Moritz Selmann           |
|              | Bahnhofstraße 11 (Lage) | 9. Nov. 2021 | Paula Selmann Jg. 1890 Demütigt / Entrechtet Mit Hilfe überlebt                                                                       | Paula Selmann            |
|              | Bahnhofstraße 11 (Lage) | 9. Nov. 2021 | Ursula Selmann Jg. 1925 Demütigt / Entrechtet Mit Hilfe überlebt                                                                      | Ursula Selmann           |
|              | Bahnhofstraße 11 (Lage) | 9. Nov. 2021 | Ruth Selmann Jg. 1915 1933 Nervenklinik Chemnitz 1934 Landesanstalt Hochweitzschen 1936 Landesanstalt Hubertusburg Ermordet 15.2.1940 | Ruth Selmann             |